# Theiler

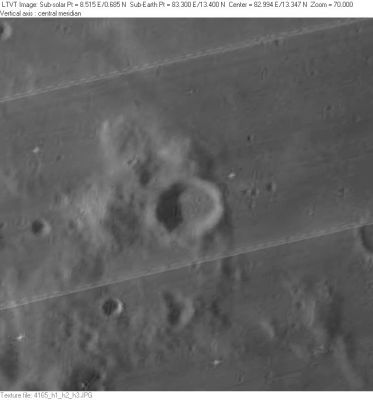
Fotografía de la misión Lunar Orbiter 4

Theiler es un pequeño cráter de impacto de la luna de 8.28 km de diámetro y de una profundidad de 690 m, situado en el limbo este lunar, al oeste del Mare Marginis (Mar Marginal). Al sureste está la prominente llanura amurallada de Neper. 
|  |

Debido a su ubicación, Theiler no siempre es visible para los observadores desde la Tierra debido al efecto de libración de la Luna. Theiler es circular en forma de cuenco, formación sin ninguna significación particular.
El nombre del cráter hace referencia al bacteriólogo sudafricano Max Theiler, galardonado con el Premio Nobel en Fisiología o Medicina en 1951 por desarrollar una vacuna para la fiebre amarilla. El nombre fue aprobado por la Unión Astronómica Internacional en 1979.